# 138 до н. е.

## Події
- Парфія:
  - кінець правління царя Мітрідата І;
  - початок правління царя Фраата II;
- Облога Дора